# Grand Bouddha de Thaïlande
Le Grand Bouddha de Thaïlande (Phra Buddha Maha Nawamin ou Mahaminh Sakayamunee Visejchaicharn) est une statue de Bouddha en ciment doré haute de 92 mètres. Plus haute statue de Thaïlande, elle est en 2022 la 9e plus haute statue du monde.

## Localisation et construction
La statue fait partie du Wat Muang (วัดม่วง), un monastère situé dans le district de Huasaphan, à 8 km d'Ang Thong, chef-lieu de la province d'Ang Thong, à environ 80 km au Nord de Bangkok. Sa construction, commencée en 1990, s'est achevée en 2008.
La statue est en ciment armé peint en or. Ses dimensions sont 92 mètres de hauteur et 63 mètres de largeur, ce qui en fait le plus grand Bouddha de Thaïlande (avant le Bouddha couché de Wat Pho qui mesure 75 mètres de long), et la 9e plus haute statue du monde.

## Description
La statue est conforme aux canons classiques de la statuaire bouddhique, reproduits en de multiples exemples, et copie le style de l'âge classique d'Ayutthaya (XVIIIe siècle). Le Bouddha est assis en Bhûmisparsha-Mudrā, position très courante de la prise de la terre à témoin : les jambes repliées dans la position du lotus, il a la main droite posée sur le genou, le bout des doigts touchant le sol, et la main gauche à plat, paume vers le haut.